# Edward Kłosiński
Edward Stefan Kłosiński (ˈɛdvart kwɔˈɕiɲskʲi; ; 2 de gener de 1943, a Varsòvia - 5 de gener de 2008, a Milanówek) va ser un cineasta polonès.

## Vida i feina
Kłosiński va completar els seus estudis a l'Escola Nacional de Cinema de Lodz el 1967. El seu debut a la pantalla va arribar el 1972; el 1973 va treballar per primera vegada amb Krzysztof Zanussi. Andrzej Wajda el va contractar el 1974 per al debut de la seva primera pel·lícula, Ziemia obiecana.
Des del seu treball amb Wajda a la dècada de 1970, Kłosiński es va convertir en un dels principals directors de fotografia polonesos, gaudint d'un èxit internacional. A més d'aquesta pel·lícula, també va treballar com a director d'il·luminació per a produccions teatrals de Wajda, Magda Umer, Andrzej Domalik i Krystyna Janda. A Alemanya, va treballar regularment amb Dieter Wedel. Més tard es va casar amb Janda. L'última pel·lícula que va fer abans de la seva mort va ser Bis später, Max! del 2007.
Kłosiński va morir el 5 de gener de 2008 a Milanówek de càncer de pulmó. Està enterrat al Cementiri Evangèlic de la Confessió d'Augsburg a Varsòvia.

## Filmografia
- 1991: Europa
- 1997: Un air si pur...
- 2000: Życie jako śmiertelna choroba przenoszona drogą
- 2000: Abschied. Brechts letzter Sommer
- 2002: Chopin. Pragnienie miłości
- 2002: Gebürtig
- 2002: The Supplement
- 2005: Persona Non Grata
- 2007: Bis später, Max!

## Premis
- 1991 Premi a la millor fotografia al XXIV Festival Internacional de Cinema Fantàstic de Sitges[2]
- 1999 Bayerischer Filmpreis, millor fotografia